# Fåglars syn

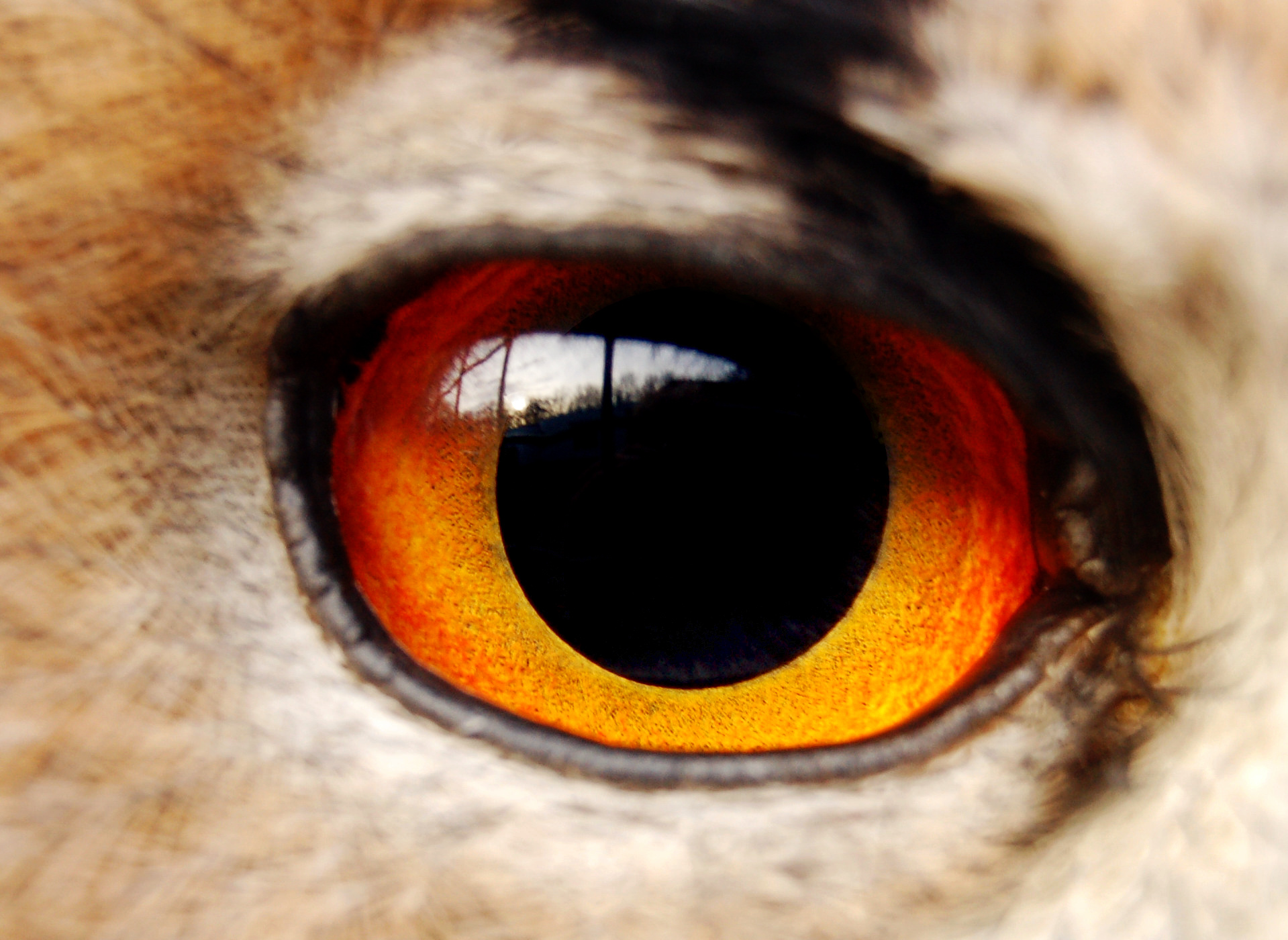
Ögat hos en berguv.

Fåglarnas synsinne är välutvecklat och jämfört med däggdjuren har de proportionellt sett en betydligt större ögonglob, oftast bättre synskärpa och ett mer utvecklat färgseende. Synen hos de flesta fåglar omfattar ett brett färgspektrum som sträcker sig från kortvågigt ultraviolett ljus till långvågigt rött ljus. Deras skarpa syn beror på en rad faktorer. De har en hög täthet av fotoreceptorer på näthinnan, ett stort antal synnerver, en extra uppsättning muskler för ögonen, som inte förekommer hos några andra djur, och i vissa fall, en konkav fovea som förstorar den centrala delen av synfältet. Många arter har även två foveor i varje öga. Precis som reptiler så saknar de blodkärl i näthinnan. Detta skiljer dem från däggdjuren och är ytterligare en orsak till deras skarpa syn. Näthinnan får istället näring och syre genom en specifik struktur som kallas pekten. Fåglar fuktar och skyddar sina ögon med blinkhinnan som till skillnad från yttre ögonlock rör sig horisontellt över ögat. Fåglars ögon har även en förmåga att uppfatta såväl polariserat ljus som jordens magnetfält. Sitt välutvecklade synsinne utnyttjar de för att söka föda, navigera, välja partner och upptäcka rovdjur.

## Anatomi
De flesta fåglar har sina ögon på huvudets sidor, vilket ger dem ett bra vidvinkelseende och därmed en förmåga att snabbt kunna uppfatta faror som inte bara kommer framifrån. Exempelvis omfattar en morkullas horisontella synfält 360 grader och uppåt når det 180 grader. Detta innebär att i ett och samma synfält kan morkullan uppfatta vad som händer runt om och rakt upp.

Synfältet hos fåglar varierar. Bilden illustrerar till vänster en duvas synfält och till höger en ugglas synfält. Mörkblå beskriver de binokulära synfältet och ljusblått det monokulära synfältet.

Till skillnad från däggdjuren saknar fåglarna mer eller mindre förmågan att rotera sina ögon i ögonhålorna (ett undantag är storskarven.), vilket de kompenserar med ett brett synfält eller med en god förmåga att rotera huvudet. Fåglar med ögonen på huvudets sidor använder ett öga åt gången för att studera saker i sin närhet. Denna laterala ögonplacering ger monokulär syn, det vill säga ögonens respektive synfält överlappar inte varandra, vilket har nackdelen att avståndsbedömningen blir sämre än hos fåglar med ett binokulärt seende. Genom att röra huvudet i sidled eller upp-och-ner kan fåglar med monokulärt seende dock få en något bättre uppfattning om avståndet till vad de ser. Ugglor har genom sina framåtriktade ögon ett utpräglat binokulärt seende, vilket ger dem ett bra stereoskopiskt seende (djupseende) och därmed ett bra skärpedjup. Detta ger dem en god förmåga att bedöma avstånd till vad de ser. Lappugglans ögon sitter även insjunkna i en hålighet, vilket delvis avskärmar störande solljus.
Fågelögat kännetecknas av avsaknaden av blodkärl i näthinnan. Istället har de en avgränsad solfjäderformad struktur som kallas pekten (pecten oculi) som är fäst i ögats bakre del och är fylld med blodkärl. Reptiler som inte heller har blodkärl i näthinnan har en liknande struktur som kallas conus papillaris..
Fåglarnas övre och undre ögonlock används inte för att blinka. För att fukta och rengöra hornhinnan har fåglarna istället en mer eller mindre genomskinlig blinkhinna som rör sig horisontellt över ögonloben. Hos dykande fåglar är den helt genomskinlig och fungerar som ett cyklop, vilket underlättar seendet i vattnet. Hos hackspettar har blinkhinnan en ovanlig funktion då de spänner den millisekunder innan näbben slår mot trädstammen för att inte ögat ska lossna ifrån ögonhålan.
Sjöfåglar har speciella flexibla linser, som tillåter ackommodation för att se i luft och vatten. Fåglarnas pupill är oftast rund. Iris är hos juveniler oftast mörk, men bleknar med stigande ålder. Jämfört med människans öga kan ett fågelöga uppfatta snabbare bildväxlingar – upp mot 100-180 bilder per sekund (Hz), medan människan kan uppfatta upp mot 15–80 Hz.
Strutsen är den fågel som har det största ögat och sägs ofta vara det landdjur som har störst ögon.

## Fotoreceptorer

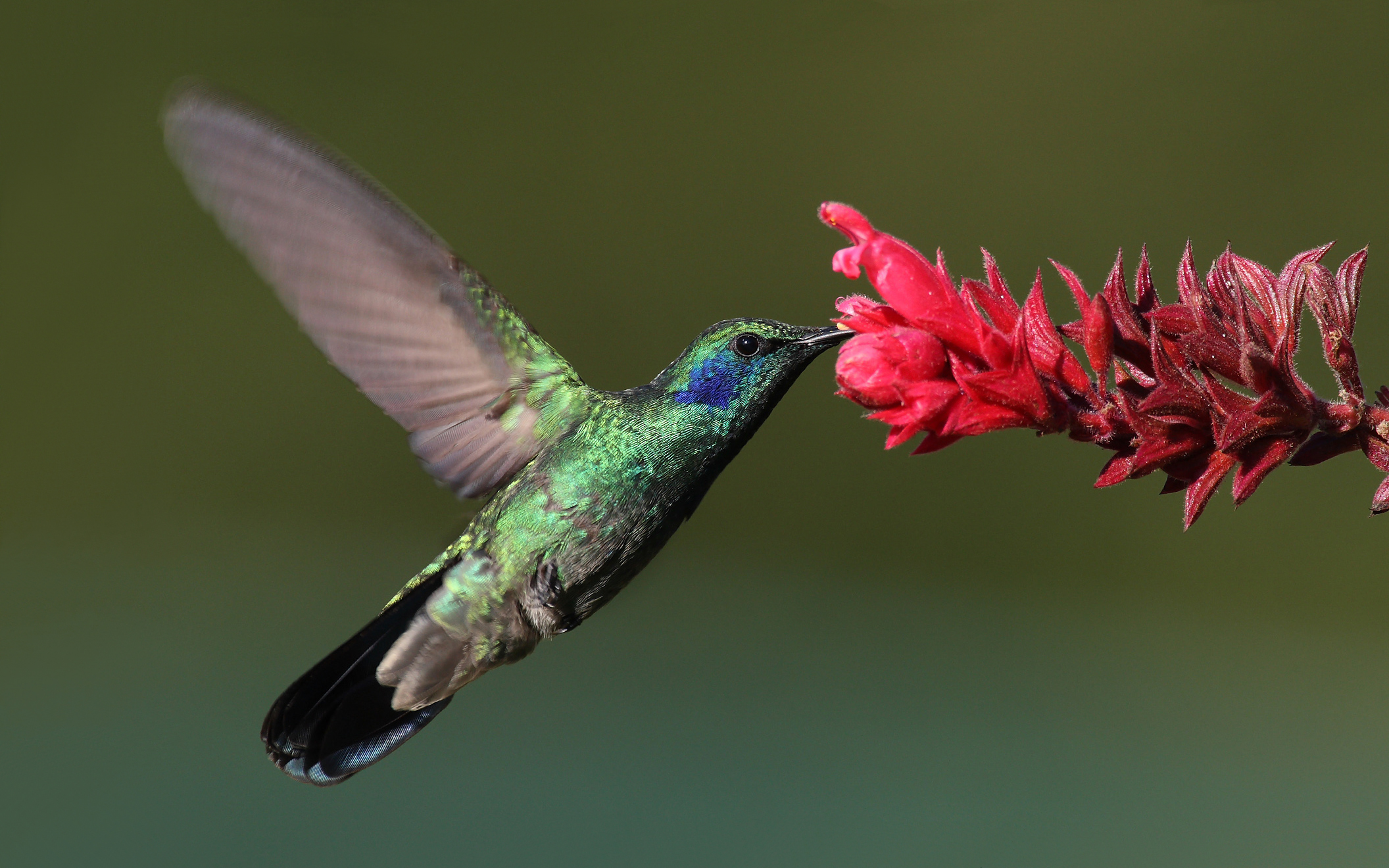
Kolibrier tillhör de fåglar som har två foveor i varje öga.

Fåglar har två typer av synceller: stavar och tappar, vilka fungerar som fotoreceptorer. Stavarna hjälper ett djur att se kontraster i svart och vitt (gråskalan). Hos nattaktiva fåglar är stavarna fler än hos dagaktiva fåglar. Ugglor har inga tappar, utan bara stavar.
Tapparna möjliggör färgseende och underlättar därmed upptäckten av små detaljer i dagsljus. Generellt kan man säga att ju tätare tapparna sitter i ögat desto skarpare syn. En ormvråk har en miljon tappar per kvadratmillimeter näthinna, vilket är fem gånger så många som hos människan. Den skarpaste (mest högupplösta) synen finner man hos rovfåglar och sångare. De kan urskilja detaljer tre gånger så bra som vi människor. Medan de flesta däggdjurs (inklusive människans) detaljkänslighet är koncentrerad till ett enda område, den så kallade fovean eller gula fläcken, har över hälften av fåglarna, bland andra rovfåglarna, kungsfiskarna, kolibrier och svalor två foveor i varje öga. Fovean utgörs av en inbuktning i näthinnan där tapparna är relativt tätt packade och den ger sannolikt fågeln en bättre bildupplösning och därmed möjlighet att lättare upptäcka rörelser hos små objekt. Många rovfåglar kan dessutom använda fördjupningen i fovea som ett teleobjektiv till en kamera och zooma in blicken och på så vis urskilja detaljer på större avstånd. Snabbflygande fåglar som kungsfiskare, örnar, hökar, kolibrier och svalor har dels ett binokulärt seende framåt, dels en andra fovea, som tar in syninformation från detta framåtriktade seende. Antagligen hjälper detta fågeln att skaffa sig en god bedömning av flyghastighet och avstånd. Synnerven är ett knippe med nervfibrer som transporterar information från ögat till relevanta delar av hjärnan, och vice versa. Precis som däggdjuren har fåglarna en liten blind fläck utan fotoreceptorer där synnerven och pekten sitter fast i ögat.

### Färgseende inom det ultravioletta spektrumet

Fåglarnas fyra tappar ger dem ett välutvecklat färgseende och möjliggör ett färgseende i det ultravioletta spektrumet.

Fåglarnas färgseende överträffar de flesta andra djurarters. (Även vissa korallfiskar kan, liksom fåglarna, uppfatta även mycket små nyansskiftningar inom ett mycket brett färgspektrum.) Förutom de tre typer av tappar som däggdjur har för att kunna se inom det röda, gröna och det blå våglängdsområdet har fåglar nämligen en fjärde typ som möjliggör färgseende även inom det kortvågiga ultravioletta ljusspektrumet.
För att ytterligare skärpa förmågan att urskilja små nyansskillnader har dagaktiva fåglar både enkla och dubbla tappar, samt tappar som är anslutna till oljedroppar i olika färg. Oljedropparna filtrerar bort vissa ljusvåglängder så att bara ljus av en viss våglängd når de underliggande fotoreceptorerna, vilket bidrar till fågelns förmåga att kunna se vissa objekt mot en färgad bakgrund. Denna våglängdsfiltrering ser olika ut hos olika arter. Duvor och starar har ett stort antal tappar knutna till gula, röda och orange oljedroppar, medan andra arter kan ha exempelvis genomskinliga eller svagt gröna oljedroppar. Gula och röda pigment i en del oljedroppar skyddar ögat genom att filtrera bort skadligt UV-ljus (på liknande sätt som människoögats gulfärgade lins gör), vilket behövs eftersom fågelögats ofärgade lins annars hade släppt igenom detta UV-ljus.
Olika grupper av fåglar ser olika våglängder av UV-ljuset och exempelvis ser tättingar kortare våglängder än rovfåglar. Detta medför i sin tur att många mindre fåglar som för människan ser ut att ha en färgstark fjäderdräkt, som blåmes eller sidensvans, för en rovfågel eller kråkfågel ter sig i det närmaste "osynliga" eller perfekt kamouflerade gentemot naturen runt omkring.
Men detta är betydelsefullt även utifrån andra aspekter. Många fåglar har fjäderdräktsmönster i ultraviolett som är osynliga för människans öga. Vissa fåglar vars kön förefaller likadana för en människas öga åtskiljs av närvaron av fjäderpartier som reflekterar ultraviolett ljus. Fåglarnas förmåga att uppfatta färgnyanser inom UV-spektrumet utnyttjas exempelvis i parningsleken av blåmeshonan när hon väljer en partner. Blåmeshanar har en fläck på hjässan som reflekterar ultraviolett och som visas upp vid parningsleken genom att de poserar och reser sina nackfjädrar. Hannar med en stor UV-färgad fläck på hjässan har större chans att bli utvalda. Nyblivna starföräldrar ger mer mat åt de ungar som utsänder den kraftigaste UV-signalen från sina orange näbbkanter, en instinkt som gökungar med sina orangefärgade gap utnyttjar. Ultraviolett ljus används också vid födosök. Rödvingetrasten har nytta av sitt UV-seende när den söker efter bär. Det har föreslagits att tornfalkar och andra rovfåglar söker smågnagare genom att söka efter deras UV-reflekterande urinmärken på marken , men nyare forskning har visat att detta är orimligt.

### Förmåga att uppfatta polariserat ljus och jordens magnetfält
Fåglar verkar, till skillnad från människan, ha en förmåga att uppfatta polariserat ljus. Sådant ljus uppträder i mulet väder och löper i parallella band över himlen, vinkelrätt mot solen. Graden av polarisering varierar med molnigheten samt solens höjd på himlavalvet. Med hjälp av sin inre klocka, som är kopplad till fågelns fysiologiska dygnsrytm, verkar fågeln därmed kunna avgöra i vilket väderstreck solen står. Hur fåglarnas registrering av polariserat ljus går till är dock inte klarlagt.
Fåglar har även ett magnetsinne (en ”magnetkompass”) som uppfattar jordens magnetfält och som fungerar som ett hjälpmedel för att ta ut rätt kurs när de flyttar. Detta magnetsinne verkar sitta i näthinnan och kan därmed inte aktiveras under alltför mörka nätter. Hur magnetsinnet är uppbyggt är forskarna inte helt ense om, men många menar att inklinationen registreras av specialiserade fotoreceptorer i ögonen.

## Variationer inom gruppen fåglar

### Dagaktiva rovfåglar

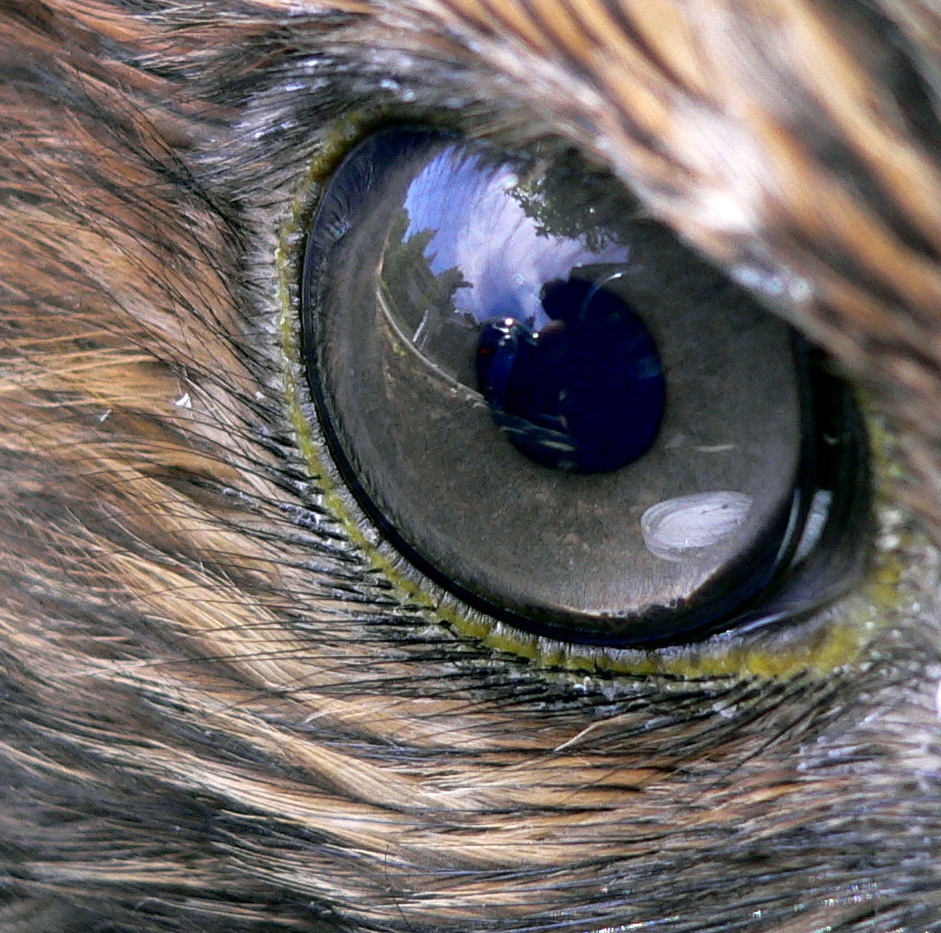
"Hököga" är en omskrivning för god syn.

Rovfåglars goda syn beror på en rad olika faktorer. Rovfåglar har proportionellt stora ögon, 1,4 gånger större än den genomsnittliga fågeln med samma vikt, och dess ögon är placerade på huvudets sidor. Deras ögon är lätt cylinderformade vilket skapar en större näthinna som också har ett mycket stort antal fotoreceptorer per kvadratmillimeter, vilket påverkar graden av synskärpa. Ju fler fotoreceptorer ett djur har desto bättre är dess möjlighet att urskilja enstaka objekt på avstånd, speciellt när, som hos de flesta rovfåglar, varje receptor är fäst vid en enskild nervcell.
Rovfåglarna har två foveor och de flesta har i dessa fler stavar och tappar än däggdjurens enda fovea. Exempelvis har amerikansk tornfalk 65 000 fotoreceptorer per mm2 i förhållande till människans 38 000. Detta resulterar i en mycket bra synskärpa. Fovean kan även i vissa fall vara konkav vilket ytterligare ökar koncentrationen av fotoreceptorer i den centrala delen av synfältet.
Rovfåglarnas anpassning för att optimera skärpa och "bildupplösning" gör att deras syn fungerar sämre vid dåliga ljusförhållanden och de ser mycket dåligt nattetid. Rovfåglar saknar den typ av närsynthet i ögats nedre synfält som många andra arter uppvisar. Vissa asätande fåglar som gamar uppvisar inte så skarp syn som rovfåglar och exempelvis har kondoren bara en fovea med ungefär 35 000 fotoreceptorer per mm2
Rovfåglars tappar saknar den färgade oljedroppe som många andra fågelgrupper uppvisar och de har därför förmodligen ungefär samma färgseende som människan. De saknar även möjligheten att se polariserat ljus. Rovfåglarnas genomgående bruna, grå och vita fjäderdräkter och avsaknaden av starka färger kopplade till uppvaktningen inför häckningen, indikerar att färg är relativt oviktigt för denna grupp av fåglar.
Hos merparten av rovfåglarna finns en framträdande ås med fjädrar ovanför ögat. Detta "ögonbryn" ger rovfåglarna sitt distinkta stirrande uttryck och skyddar ögat mot vind, smuts och infallande starkt solljus. Fiskgjusen saknar denna ås, men fjädrarna ovanför dess öga är placerade för att fungera på ett liknande sätt. Fiskgjusen har även mörka fjäderpartier framför och under ögat som minskar blänket ifrån vattenytan när fiskgjusen jagar.

### Nattaktiva fåglar

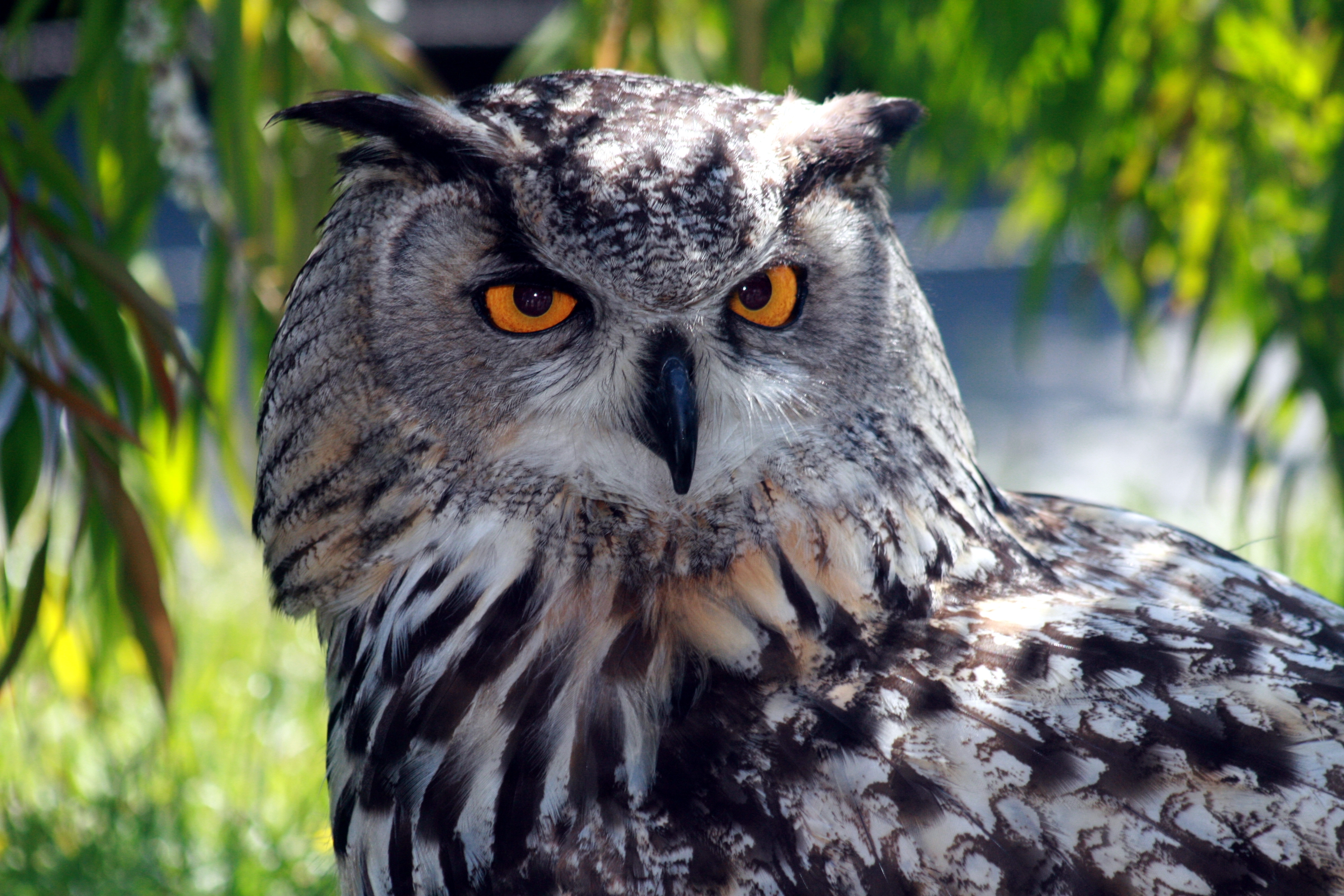
Berguven är en nattaktiv fågel.

Ugglor har mycket stora ögon för sin storlek, 2.2 gånger större än den genomsnittliga fågel med samma vikt. Ögonen är placerade frontalt på huvudet och de har ett överlappande synfält på 50–70%, vilket ger dem ett bättre binokulärt seende än vad de dagaktiva rovfåglarna har. Kattugglans näthinna har ungefär 56 000 ljuskänsliga stavar per kvadratmillimeter. Påståendet att ugglorna skulle ha förmåga att se i det infraröda spektrumet har motbevisats.

Utöver storleken och den avlånga formen på ögonen har ugglorna en stor mängd tätt sammanpackade stavar medan de saknar tappar, eftersom färgseende inte behövs på natten. Många nattaktiva fåglar, som ugglorna och skärrfåglarna, har också, precis som kattdjuren, dessutom en reflekterande hinna, tapetum lucidum, längst bak i ögat vilket får det inkommande ljuset att passera näthinnans fotoreceptorer två gånger, och därmed förbättrar mörkerseendet. Det är denna hinna som gör att dessa djurs ögon blänker när de utsätts för strålkastarljus om natten. Ugglor har normalt bara en fovea, som är dåligt utvecklad förutom hos dagaktiva ugglor.
Utöver ugglor har även fladdermusvråken (Macheiramphus alcinus) och arterna inom ordningen skärrfåglar, som grodmunnar, nattskärror och oljefågeln bra mörkerseende. Oljefågeln lever i djupa grottsystem där dagsljuset inte tar sig in och de är enda nattaktiva fågeln med en rudimentär form av ekolokalisering. Arterna med de dagaktiva salanganerna i släktet Aerodramus nyttjar också denna teknik.
Eftersom nattaktiva fåglar saknar förmågan att se färger så saknar merparten distinkta färger i sina fjäderdräkter, eftersom de ändå inte kan urskilja dessa hos det motsatta könet och därför inte spelar någon roll i den sexuella selektionen. Detta gör dem i sin tur välkamouflerade.

### Havs- och sjöfåglar

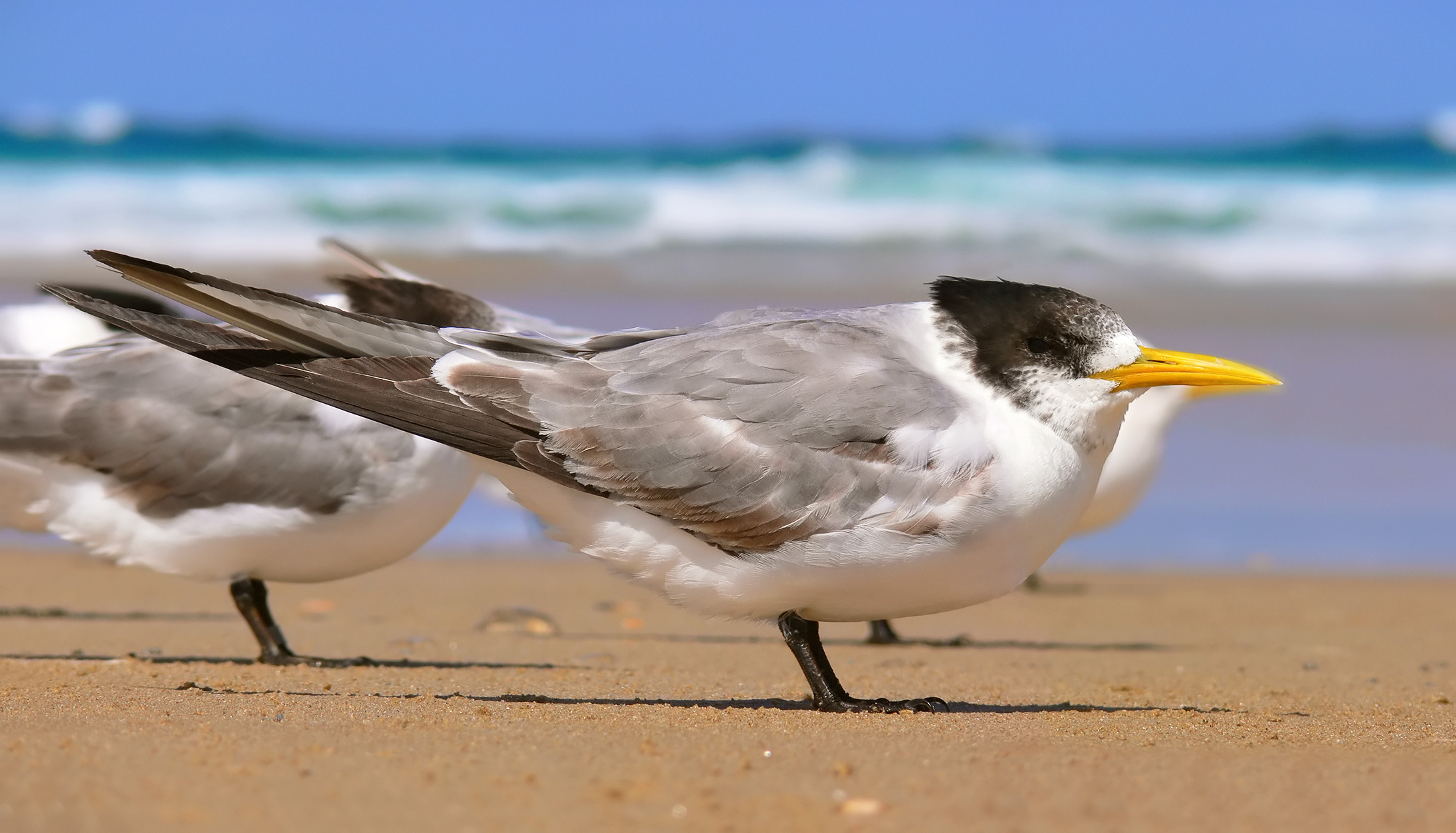
Tärnor har färgade oljedroppar i ögats stavar vilket ökar skärpan på större avstånd.

Havsfåglar som tärnor och måsar vilka födosöker vid havsytan, eller dyker efter föda, har rödfärgade oljedroppar i näthinnans stavarna vilket ökar kontrasten men även skärpan på objekt på avstånd, speciellt i disigt väder. Fåglar som behöver god syn både i luft och i vatten har en djupare färgad karotenidpigmentering i denna oljedroppe än vad andra arter har.
Fåglar som födosöker genom att stillasittande eller stillastående ovanför vattenytan invänta fisk måste korrigera för hur vattnet bryter. Revhäger och silkeshägers verkar vara kapabla att göra denna korrigering och de är som mest framgångsrika när de attackera snett från sidan. Vissa hägrar avskärmar även vattenytan med sin kropp för att minimera solreflektioner på vattenytan.
Fåglar som jagar fisk under vattenytan, som alkor och lommar, har mycket färre oljedroppar, men har istället utvecklat flexibla linser och använder även blinkhinnan som en extra lins. Detta resulterar i att ögat har större  ackommodationsmöjligheter vilket gör att synen fungerar bra både på land och i vatten. Med ett dioptrital på 50 har skarvarna det största ackommodationsspannet av alla fåglar, men kungsfiskarna räknas ändå till de som har den bästa allroundsynen, både på land och i vatten.
Petrellfåglarna befinner sig bara på land för att häcka och tillbringar större delen av sina liv nära havsytan ute till havs. Hos vissa av dessa arter har man funnit ett långt smalt område med extra fotoreceptiv känslighet på näthinnan. Detta område kallas area giganto cellularis, och har observerats hos så skilda arter som mindre lira, kerguelenpetrell, större lira, brednäbbad valfågel och smalnäbbad dykpetrell vilket indikerar att det förmodligen förekommer hos merparten av ordningens arter. Detta område karaktäriseras av närvaron av nervceller som är regelbundet utplacerade och som är större till storleken än övriga nervceller på näthinnan. Morfologiskt påminner dessa nervceller om dem man finner på näthinnan hos katter. Placeringen och den cellulära strukturen av detta område indikerar att dess funktion utvecklats för kunna upptäcka objekt i ett litet område under och omkring näbben. Området ger inte en speciellt hög upplösning, men kan vara till för att upptäcka byten nära havsytan när fågeln i snabb hastighet flyger över.
Mindre lira, precis som många andra havsfåglar, uppsöker sina häckningskolonier om natten för att minska risken ifrån predatorer. Två olika aspekter av ögats struktur indikerar att den är anpassad till mörkerseende. Hos denna lira är det ögats lins som bryter merparten av det ljus som behövs för att näthinnan ska kunna skapa en skarp bild. Hornhinnan, det vill säga den yttre inkapslingen av ögat är ganska platt och har därför ett lågt brytningsindex. Hos en dagaktiv fågel, exempelvis hos duvor, så gäller motsatta förhållandet. Där är istället hornhinnan kupad och den struktur som bryter mest ljus. Förhållandet mellan linsen brytningsindex och hornhinnans brytningsindex är 1.6 hos mindre lira och 0.4 hos duvor. Detta förhållande hos liran är ungefär liknade som hos andra nattaktiva fåglar och däggdjur. Lirans kortare brännvidd ger dem en mindre, men ljusare bild, än duvans vilket också gör att den senare ser skarpare på dagen. Trots att den mindre liran har dessa anpassningar för att se i mörker så är effekten ganska liten och det är troligt att de också använder lukt och hörsel för att lokalisera sina bon.
Förr trodde man att pingviner var närsynta på land. Men trots att hornhinnan är platt och anpassad för att simma under vattenytan, så är linsen mycket stark och kan kompensera för den dåliga skärpa som hornhinnan ger när pingvinen är på land. Motsatta lösningen gäller hos kamskraken som kan förändra linsens form genom att trycka ut delar av den genom iris när den är under vattnet.